# Klášter cyriaků (Staré Město)
Klášter cyriaků v Praze je dnes již neexistující klášter a generální převorství řádu cyriaků. Spolu s rovněž již zaniklým kostelem sv. Kříže Většího stával v dnešní Dušní ulici na Starém Městě pražském.

## Historie
Do Čech byli povoláni bratři cyriaci z Livonska králem Přemyslem Otakarem II. V roce 1256 se jim dostalo od papeže Alexandra IV. nové konstituce povýšením na řád kanonický. Král jim nechal vybudovat nejstarší konvent v Praze na Starém Městě, v místě řečeném Na Rvačkách, na pustém vltavském břehu, s kostelem svatého Kříže Většího.

## Lokace kláštera

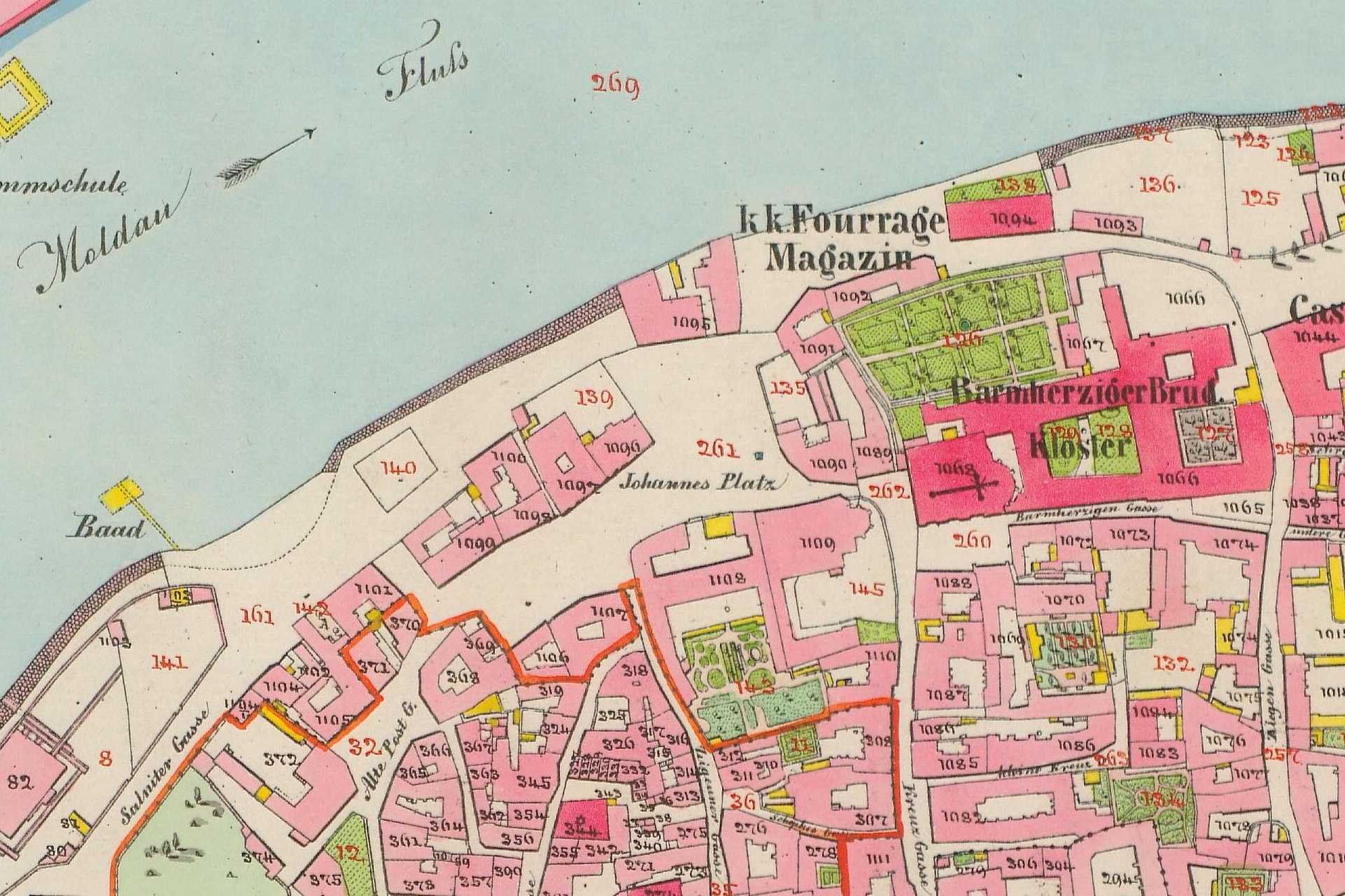
Praha, Staré Město, bývalé Janské náměstí na mapě stabilního katastru. Na jižní straně náměstí je patrný zrušený kostel svatého Kříže většího a cyriacký klášter.

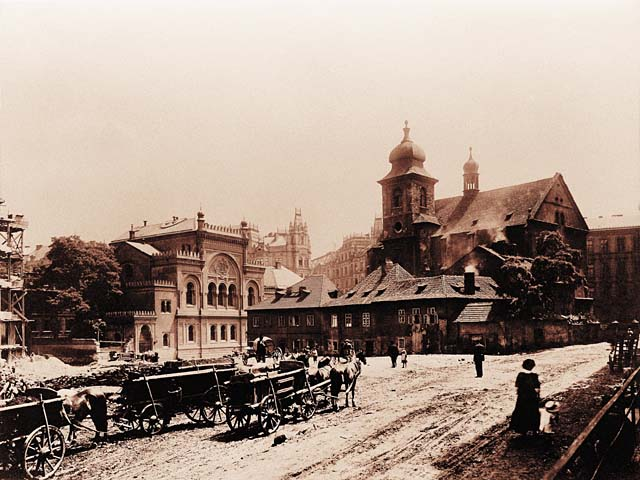
Okolí někdejšího kláštera cyriaků. Na snímku je kostel sv. Ducha a Španělská synagoga

Klášter se nacházel v prostoru někdejší zahrady a hřbitova. Svou šířkou se rozkládal mezi dnešními budovami hotelu Prezident (bývalého paláce SIA - Spolku inženýrů a architektů), na hotel přebudovaného v osmdesátých letech 20. století a objektem hotelu InterContinental postaveném na někdejším Svatojánském náměstí.
Budovy samotného kláštera stávaly za ním v místě, kde dnes stojí Základní škola a Gymnázium v Dušní ulici, až po Průmyslovou školu Dušní. V místě dnešní Základní školy a Gymnázia stál velký gotický klášterní chrám svatého Kříže Většího (886-I). Od západního průčelí tohoto chrámu táhla se ulicí Elišky Krásnohorské a od ní asi na půl cesty k Bílkově ulici zahradní zeď, prolomená poblíž svého konce vrátky. Za ní ležel dvůr, v němž se souběžně se zdí tyčilo dlouhé patrové stavení, zalomené mírně k severovýchodu. I za ním byl dvůr, užší prvého, kdežto čtvercové stavení vlastního kláštera s celami mnichů obstavené po stranách třetího dvora, prolomené v přízemku oblouky křížové chodby čili ambitu, rozprostřelo se po jižním boku kostela, jsouce proti Dušní ulici odděleno čtvrtým dvorem a ohradní zdí.
Dále směrem k jihu byl sad a stromoví hřbitova, obojí zapadlé do vnitřku domovního bloku. V prostoru kláštera, na rajském dvoře, byla roku 1747 vysvěcena kaple Božího hrobu, postavená podle vzoru kaple uprostřed chrámu Božího hrobu v Jeruzalémě.

### Život vklášteře
Řád se vyznačoval společným sdílením všeho, společným duchem, úkony, šatem a svatou chudobou. Mniši měli každý nejvýše dva hábity, v zimě měli nárok na prostý kožich. Jako duchovní měli na temeni hlavy vystříhanou tonzuru (kolečko), vlasy ostříhané mezi tonzurou a ušima na šíři tří prstů. Stříháni byli 15× do roka, vždy v určitý svátek, poprvé na slavnost Narození Páně, naposledy v den svatého Ondřeje.
Mniši cyriaci se rozšířili z Prahy do Pardubiček (kostel svatého Bartoloměje), na Chlumek u svatého Václava, v Orlíku (Klášterci nad Orlicí) na Královéhradecku u kostela Panny Marie, v Nových Benátkách u kostela Panny Marie (kolem roku 1350). K řádu patřily ještě korporátní fary. Tímto velkým rozšířením bylo způsobeno, že generální převorství bylo přeneseno do Prahy.
17. dubna 1393 rybáři našli tělo Jana Nepomuckého zachycené na pravém břehu Vltavy, nedaleko svého kláštera (v místech, kde dnes stojí Základní škola a SPŠ stavební, Dušní 17). Od nich jeho tělo převzali bratři křižovníci s červeným srdcem – cyriaci, jejichž novicové je uctivě vyzvedli a s úctou odpovídající jeho hodnosti je pochovali v kostele sv. Kříže Většího při svém klášteře. Generálním převorem byl tehdy bratr Jan (1373–1403), třetí generální převor řádu, od přenesení sídla řádu do Prahy.
V době husitských válek nezbylo cyriakům než z Prahy po vypálení a vyvraždění pobočných klášterů uprchnout do Polska, kde v Krakově při kostele svatého Marka měli svůj klášter. I jejich farnost měla dříve nebývalé rozměry. Vzhledem k rozšíření české řádové provincie byla správa řádu přenesena do Prahy.
Do Prahy se cyriaci vrátili v roce 1628.

### Svatojánské Navalis
Cyriaci založili 15. května 1715 tradici Svatojánských slavností NAVALIS, které až do zrušení řádu Josefem II. organizovali. V jejich řadách působili také učenci. Archivář a církevní historik Jan Karel Rohn (1711-1779) sepsal a mezi léty 1774-1777 vydal první tři svazky dějin české církve podle krajů pod titulem Antiquitas ecclesiarum, capellarum et monasteriorum...

### Zánik kláštera
Po zrušení řádu Josefem II. roku 1783 postupně docházelo k devastaci kláštera, až při asanaci Starého Města zmizel zcela.
Na místě chrámu svatého Kříže Většího stojí dnes Základní škola a SPŠ stavební, Dušní 17.
Po řádu zde zbylo:
- sousoší Pieta z chrámu, nyní kostel sv. Ducha, kam byla přenesena farnost
- kamenná socha sv. Jana Nepomuckého, nyní před kostelem sv. Ducha.
- Ze staveb zbyla ještě kaple svaté Máří Magdaleny pod Letnou, kterou bratři Cyriaci postavili na své vinici. Tato kaple byla přesunuta ze svého místa při rozšiřování silnice cca 31 metrů. V tehdejší době to byl první přesun takto velikého objektu.

Sousoší Piety byla zasvěcena 29. kaple Svaté cesty z Prahy do Staré Boleslavi, která byla založena roku 1674.